# Lincolnshire Poacher (номерная радиостанция)
Lincolnshire Poacher (рус. Линкольнширский браконьер) — прозвище загадочной мощной коротковолновой номерной радиостанции, использовавшей в качестве позывного сигнала отрывок одноимённой английской народной песни. Считается, что она использовалась британской Секретной разведывательной службой и вещала с острова Кипр. Любительская радиопеленгация связала станцию с базой Королевских ВВС Великобритании в Акротири, где антенны типа HRS были признаны антеннами передатчика.. Передача состояла из синтезированного женского голоса, читавшего группы из 5 цифр (например, «3-9-7-1-5»), при этом последнее число в группе произносилось более высоко. Вероятно, станция использовалась для передачи агентам под прикрытием, работавшим в других странах, кодированных сообщений, которые расшифровывались с использованием шифра Вернама.
Аналогичная станция, прозванная «Cherry Ripe», предположительно, вещала из Австралии. Она использовала в качестве позывного сигнала несколько тактов одноимённой английской народной песни. В июле 2008 года и после «Lincolnshire Poacher» не работала, «Cherry Ripe» прекратила работу в декабре 2009 года.

## История
Точная дата начала вещания неизвестна. Предположительно передачи велись с начала-середины 1970-х годов. Номерные радиостанции существовали ещё со времён Второй мировой войны и осуществляли одни из наиболее ранних радиотрансляций, но такие мощные станции, как «Lincolnshire Poacher», стали появляться во время Холодной войны, когда СССР и Великобритании потребовалось передавать сообщения непосредственно своим агентам в других странах. Несмотря на то, что после окончания Холодной войны число номерных радиостанций заметно сократилось, «Lincolnshire Poacher» продолжала действовать в 1990-е и 2000-е.
В 2000-е годы, в связи с распространением Интернета и тем, что новостные статьи и расследования стали более доступными для людей по всему миру, станция стала более известной. Это продолжалось в течение всего десятилетия, так как станция существовала и после приблизительно тридцати лет вещания. В середине 2000-х количество номерных радиостанций увеличилось.
В июле 2008 года «Lincolnshire Poacher» прекратила вещание. Последняя записанная передача станции произошла 29 июня 2008. Предполагается, что её заменила станция-сестра «Cherry Ripe», которая использует очень похожий позывной и передаёт сообщения посредством 200 наборов групп из 5 цифр.

## Местоположение
Хотя использование номерных радиостанций не подтверждено ни одним из правительств мира, любители-энтузиасты утверждают, что определили источник сигнала и им является военная база Королевских ВВС Великобритании в Акротири на Кипре. Вероятно, радиостанция использовалась Секретной разведывательной службой (MI6) и управлялась военнослужащими Королевских ВВС, дислоцировавшимися на этой базе.

## Расписание передач
«Lincolnshire Poacher» передавала сообщения несколько раз в день, семь дней в неделю, в разное время на разных частотах. Это расписание было действительным по состоянию на январь 2006 года. Время указано в UTC, частоты в МГц.
|       | Понедельник          | Вторник              | Среда                | Четверг              | Пятница              | Суббота              | Воскресенье          |
| ----- | -------------------- | -------------------- | -------------------- | -------------------- | -------------------- | -------------------- | -------------------- |
| 12:00 | 14.487 15.682 16.084 | 14.487 15.682 16.084 | 14.487 15.682 16.084 | 14.487 15.682 16.084 | 14.487 15.682 16.084 | 14.487 15.682 16.084 | 14.487 15.682 16.084 |
| 13:00 | 14.487 15.682 16.084 | 14.487 15.682 16.084 | 14.487 15.682 16.084 | 14.487 15.682 16.084 | 14.487 15.682 16.084 | 14.487 15.682 16.084 | 14.487 15.682 16.084 |
| 14:00 | 10.426 12.603 14.487 | 12.603 14.487 16.314 | 14.487 15.682 16.084 | 14.487 15.682 16.084 | 14.487 15.682 16.084 | 10.426 11.545 14.487 | 11.545 14.487 15.682 |
| 15:00 | 11.545 13.375 15.682 | 7.755 8.464 10.426   | 11.545 14.487 16.084 | 11.545 12.603 13.375 | 11.545 12.603 13.375 | 11.545 12.603 13.375 | 11.545 12.603 13.375 |
| 16:00 | 11.545 12.603 13.375 | 11.545 13.375 15.682 | 6.485 7.755 10.425   | 8.464 12.603 14.487  | 11.545 12.603 13.375 | 11.545 12.603 13.375 | 8.464 10.426 11.545  |
| 20:00 | 11.545               |                      |                      |                      |                      |                      |                      |